# باول ألان ليفي
باول ألان ليفي (بالإنجليزية: Paul Alan Levi)‏ هو عازف بيانو وملحن أمريكي، ولد في 30 يونيو 1941 في نيويورك في الولايات المتحدة.